# Trichhoplomelas ratovosoni
Trichhoplomelas ratovosoni är en skalbaggsart som beskrevs av Stefan von Breuning 1964. Trichhoplomelas ratovosoni ingår i släktet Trichhoplomelas och familjen långhorningar.
Artens utbredningsområde är Madagaskar. Inga underarter finns listade i Catalogue of Life.